# 板部岡江雪斎
板部岡 江雪斎（いたべおか こうせつさい）は、戦国時代から江戸時代初期にかけての武将、外交僧。後北条氏、豊臣氏、徳川氏の家臣。北条氏（得宗家）の末裔とされる。

## 生涯
もとは伊豆下田郷で真言宗の僧をしていた。田中泰行の子であったが、北条氏政の命により板部岡康雄（石巻家貞の子）の名跡を継ぎ、右筆・評定衆として活躍した。能筆だったため北条氏直に右筆として召し出された。寺社奉行として寺社の管理にも関わっており、後述する北条氏康の平癒祈祷や、佐竹氏との戦勝祈願などに同じく寺社管理に関わった安藤良整との連署が多く見られる。
元亀2年（1571年）、主君・北条氏康が病床に伏した際、鶴岡八幡宮にて病平癒の祈願を行なった。天正元年（1573年）、北条氏の盟友・武田信玄が死去した時、氏政の命で病気見舞いの使者として甲斐国に赴いたが、このとき、信玄の弟・信廉が影武者となっていることを見抜けなかったとされる。後に、北条氏と武田氏との同盟が決裂すると、北条氏は勢いに乗る織田信長と同盟を結ぶが、この使者として赴いた。天正10年（1582年）、織田信長が本能寺の変で死去して後、信濃国をめぐって徳川家康と北条氏直が対立した際は、和睦交渉に奔走し、家康の娘・督姫を氏直の正室に迎えることで和睦を取りまとめた。以後、太田氏房の補佐として岩槻城に拠る。天正17年（1589年）、北条氏と豊臣秀吉との間で対立が深まると、北条氏規と共に関係修復に尽力した。沼田領問題の裁定の際には、氏直の命を受けて、事情の説明のために上洛している。このとき、秀吉は江雪斎の才能を気に入り、自ら茶を点てて与えたといわれている。
6巻本『北条記』の「川上喜助聞書」によると、小田原合戦で小田原城を明け渡すことになったとき、本丸に居て、秀吉の使者として来た成瀬伊賀守への申し開きを拒んだため「はがい付」にされて秀吉の前に引き出されたが、「北条氏に違背はなく、氏邦家中の者が意図せず違乱に及んだと申し開き致しましたが、御了解頂けませんでした。運が尽きたということでしょう。天下の大軍の包囲にあって100日余籠城を続け、十分面目を施しました。別に申し上げるようなこともございませんので、思いのままに首をお刎ねになってください」と言い、秀吉によって赦免された。その後、山岡道阿弥と共に召し出されて秀吉の御伽衆となり、姓を「岡」、または岡野と改めた。
秀吉の死後は長男・房恒が仕えていた徳川家康に接近し、関ヶ原の戦いでも家康に随従し、小早川秀秋の説得にあたったという。慶長14年6月3日（1609年7月4日）に伏見で死去。墓所は宗仙寺（京都府）。また、相模原市中央区東淵野辺の龍像寺、横浜市緑区長津田の房恒開基の大林寺に岡野氏の墓と「照光院傑翁凉英」の江雪の供養塔がある。
子孫は旗本として存続し、『寛政重修諸家譜』に「岡」で家譜を載せている。本家は武蔵国都筑郡長津田村（現・神奈川県横浜市緑区長津田）で1,500石の所領を持った。ほかに分家として、次男房次の子の英明が相模国高座郡淵野辺村（現・神奈川県相模原市中央区淵野辺）で1,412石の所領を持った。また、11代将軍・徳川家斉の側近で、のちの老中・水野忠成は岡野家よりの養子。

## 人物
三浦浄心『北条五代記』に「宏才弁舌人に優れ、その上仁義の道ありて、文武に達せし人」と記されている。能好きで、八丈島へ仕置きのため渡海した時に島人の前で『定家』を舞って見せたことがあり、後北条氏の家中でも氏直の要望で『定家』を披露していた。一方で、弓矢評定（軍議）のときにも、氏直の一門・家老衆に加わっていた。。
詩歌や茶道にも造詣が深く、天正4年（1576年）には羽林家の飛鳥井家庶流とみられる飛鳥井重雅から『和歌詠草』（北海学園大学蔵）を、天正17年（1589年）頃には豊臣秀吉と仲違いし中央を追われ、小田原北条氏に身を寄せていた茶人の山上宗二と親交を持ち、後に自著の秘伝『山上宗二記』を贈られている。また愛刀の江雪左文字は、後に国宝になっている。

## 関連作品
- 伊東潤　『江雪左文字』（『城を噛ませた男』収録の短編小説）
- 『真田丸 (NHK大河ドラマ)』（2016年、NHK大河ドラマ、演：山西惇） - この作品に登場したことで、 江雪斎の子孫である岡野家が初代領主を務めた長津田（横浜市緑区）の「長津田地区センター」にて「岡野家歴史展ー江雪展」が開催された[13]。